# Manex Erdozaintzi-Etxart
Manex Erdozaintzi-Etxart, né le 15 juillet 1934 à Ibarrolle et mort le 29 avril 1984 à Toulouse, est un écrivain, moine franciscain, poète et académicien basque français de langue basque. C'est une personnalité des plus illustres durant l'après-guerre, et ayant consacré une partie de sa vie à la promotion des droits culturels, sociaux et politiques basque au Pays basque français. « Il fut l'auteur de nombreux articles et d'un roman, et son œuvre poétique est la manifestation d'une personnalité qui ressent dans sa chair l'urgence, l'angoisse d'une culture en régression et l'exprime dans un langage clair, émotif et direct ». Intense, simple, directe, sa poésie exprime sa vision généreuse d'un monde plus fraternel et ce, dans une langue accessible.

## Biographie
Originaire d'une famille paysanne d'Ibarolle en Basse-Navarre, Manex Erdozaintzi-Etxart étudie la philosophie et la théologie à Brive-la-Gaillarde, Béziers, Pau et Paris. Il sera responsable des moines franciscains dans la région Aquitaine et à Saint-Palais. Homme de grande culture, véritable médiateur culturel, il contribua à faire du couvent des franciscains un véritable centre de formation culturelle.
Manex Erdozaintzi-Etxart publie de nombreux articles de journaux tels que Egan, Euzko Gogoa, Gure Herria, Yakin, Elgar, Gazte, Herria, Olerti et un court roman Gauaren atzekaldean. À noter aussi en particulier, sa poésie avec les livres Hinki hanka (éd. Elkar, 1978, le seul livre de poésie dans la vie); Herri honen erraietan (éd. Maiatz, 1985), et Bizitza pilpirak. Nafarroari poema irekia. Herri honen erraietan (éd. Maiatz, 1994). C'est une personne très préoccupée par le déclin de la culture basque au Pays basque, son volet social et sa situation politique, c'est donc pour cette raison qu'il s'implique très tôt dans des associations comme Seaska (Ikastolas au Pays basque français), Amnesty International et le Comité de soutien pour les réfugiés, dont l'objectif est d'aider les exilés qui fuient le franquisme et les membres de l'ETA (Euskadi ta Askatasuna). Homme simple et modeste, il tissera un réseau solide de relations entre les acteurs culturels.
En 1983, il devient membre de l'Euskaltzaindia ou Académie de la langue basque.
Selon Koldo Izagirre, la poésie de cet écrivain est remplie de « préoccupations au sujet d'un peuple qui agonise. » Koldo Izagirre, en accord avec l'opinion de la poétesse Itxaro Borda, souligne que la poésie de Manex montre la souffrance des gens dans des zones agricoles du Pays basque nord. Izagirre dit aussi dans sa préface, que cette poésie a un but plus social que littéraire. Selon Lurdes Otaegi, Manex Erdozaintzi-Etxart est un « défenseur inlassable de la dignité et de l'identité des gens simples. Par ses multiples articles, ses interventions, ses relations des deux côtés de la frontière, ses conseils aux jeunes auteurs et aux acteurs culturels, il a été le prophète annonciateur de la nouvelle vague culturelle des années 70-80. »
En 1995, le magazine Maiatz publie un livre sur l'auteur, avec l'aide de plusieurs collaborateurs, intitulé Manex gogoan. En 2000, l'éditeur E.F.A. (Éditorial Franciscana Aránzazu) publie aussi une biographie de l'écrivain, écrite par Xabier Gorraiz Lasa et intitulée Manex Erdozaintzi-Etxart. Bizitza eta pentsamendua. (Manex Erdozaintzi-Etxart. La vie et la pensée.)
Une thèse universitaire soutenue à Bayonne par Agurtzane Ortiz a permis d'avoir une vue d'ensemble sur sa vie et son œuvre. Cette dernière souligne le fait que « Manex Erdozaintzi-Etxart voulait faire prendre conscience aux Basques de la situation dans laquelle était déjà le Pays basque à l'époque. Il voulait que les gens se mobilisent ».
Mort à Toulouse en 1984 et à seulement cinquante ans, Manex Erdozaintzi-Etxart n'a pas le temps d'achever une œuvre qui est cependant en germe dans deux recueils poétiques, Hinki hanka (De travers) dont l'un est posthume, Bizitza pilpirak (Les palpitations de la vie), et dans un récit, Gauaren atzekaldean, (De l'autre côté de la nuit).